# Tatort: Kaltstart
Kaltstart ist eine Folge der Fernsehkrimireihe Tatort aus dem Jahr 2014. Der Film wurde für den Norddeutschen Rundfunk produziert und am 27. April 2014 erstmals im Fernsehen ausgestrahlt. Es ist der dritte Fall der Hamburger Hauptkommissare Falke und Lorenz und die insgesamt 909. Tatort-Folge.
Kriminalhauptkommissar Thorsten Falke und Kriminalkommissarin Katharina Lorenz wechseln in dieser Tatortfolge von der Kriminal- zur Bundespolizei (BPOL), die bis 2005 noch Bundesgrenzschutz hieß.

## Handlung
Während eines SEK-Einsatzes im Containerhafen von Wilhelmshaven explodiert plötzlich die Fischerhütte des Verdächtigen Mike Dürr. Neben dem Bewohner, der als Menschenhändler überführt werden sollte, sterben auch zwei Polizisten. Die Aktion wird trotzdem weitergeführt und in einem Container finden sich, wie vermutet, ausländische Flüchtlinge. Diese werden befreit und den deutschen Behörden übergeben.
Obwohl die bisherigen Kriminalbeamten Thorsten Falke und Katharina Lorenz erst in vier Wochen zur Bundespolizei wechseln sollten, werden sie aufgrund der brisanten Lage im Hafen jetzt schon den neuen Mitarbeitern vorgestellt. Falke freute sich, dort seine befreundete Kollegin Rita Kovic wiederzusehen; doch muss er schockiert erfahren, dass sie bei der Gasexplosion umgekommen ist. So ist er dann positiv überrascht, seinen von früher bestens bekannten Freund, den Kriminalhauptkommissar Jan Katz, am Unglücksort zu treffen. Am nächsten Tag kann das Auffinden des Zünders der Explosion durch Katharina Lorenz eindeutig belegen, dass jemand den Schleuser gezielt beseitigen wollte.
Im Umfeld von Mike Dürr steht der Lademeister Martinsen im Verdacht, zu dem Schleuserring zu gehören. Offensichtlich wirft die Arbeit im Containerhafen nicht mehr genug Gewinn ab, um damit über die Runden zu kommen, sodass er sich auf diese illegale Tätigkeit eingelassen hatte. Während Falke in diese Richtung ermittelt, versucht Lorenz bei den Flüchtlingen etwas über die Hintermänner des Schleuserrings zu erfahren. Die geben sich jedoch alle verschlossen und unwissend. Katz findet indessen heraus, dass der Spediteur Dreyer auf die Versprechen von Mike Dürr hereingefallen ist, als dieser ihm eine florierende Zukunft durch das Wachstum des Containerhafens versprochen hatte. Da dies aber nicht eintrat, steht er nun kurz vor der eigenen Firmenpleite und hätte allen Grund, Dürr zu hassen. Trotz dieses starken Motives hat er scheinbar ein wasserfestes Alibi, da er laut Zeitungsbericht zeitgleich eine Ankettungsaktion durchgezogen hatte. Falkes neue Kollegen, allen voran Gerd Carsten, haben parallel den Schlachthof überprüft, bei dem bereits in der Vergangenheit Flüchtlinge mit falschen Pässen zu Dumpinglöhnen arbeiteten. So besteht ein direkter Zusammenhang zwischen dem Schleuser Dürr und dem Schlachthofbetreiber, der allerdings auch ein Alibi vorweisen kann und somit nicht für den Mordanschlag in Frage kommt.
Um eventuell über den Passfälscher an den Schleuserring heranzukommen, arbeitet die Bundespolizei mit einem Verdeckten Ermittler zusammen. So gelingt es Falke und Lorenz, an den Laptop des Verdächtigten zu gelangen, doch ehe sie die Daten auswerten können, wird Lorenz das Objekt an der Tankstelle aus dem Auto gestohlen. Hinter dieser Aktion steckt Hermann Jertz, ein ehemaliger Sicherheitsbeamter, mit seinem Handlanger Jérome Mdanga aus dem Kongo, den Lorenz kurz gesehen hat. Seine Gesichtsnarbe bringt die Ermittlung weiter.
Falke unterhält sich mit dem Einsatzleiter des SEK, der seit der Explosion verletzt im Krankenhaus liegt. Jener hält es für möglich, dass Dürr mit seinen mehrfachen Extra-Aktionen einer größeren Schleuserbande ins Gehege gekommen sein könnte, weshalb sie ihn per Explosion beseitigt haben. Doch nach Falkes Recherchen deutet mehr auf einen Waffenhändlerring. Diese Vermutung verstärkt sich, als am nächsten Tag der Spediteur Dreyer erhängt aufgefunden wird und auf seinem Tablet ein Geständnis vorgefunden wurde, wonach er für den Tod an Dürr und den zwei Polizisten verantwortlich sei. Laut Falkes Hypothese soll das aber nur von der Spur zu den eigentlichen Tätern ablenken.
Die Überprüfung aller Motorräder mit afrikanischen Haltern führt ihn zu der Wohnadresse einer abgelegenen Villa, wo er auf Hermann Jertz trifft, der gerade dabei ist, alle Spuren seiner und Jérome Mdangas Anwesenheit zu beseitigen. Er gibt sich Falke und Lorenz gegenüber als Makler aus, doch Falke glaubt ihm nicht. Er tut aber so als ob, um ihn in einer Verfolgungsfahrt beschatten zu können. Als der Verfolgte plötzlich unauffindbar ist, haben Falke und Lorenz erneut den Eindruck, dass ihr Aufenthaltsort trotz Autofahrens ständig überwacht und bekannt sein könnte. Nur, welche Größenordnung von Gegenspieler kann sich derart teure und avancierte Technik leisten? Geheimdienst oder Organisierte Kriminalität?
Anhand seines Autokennzeichens können sie den Verfolgten identifizieren. In der Annahme, dass er sich mit einem Schiff absetzen wollen wird, fangen sie ihn am Hafen ab. Jertz will weiter flüchten, wird aber von Falke gestellt. Damit er nicht lebend in die Hände der Polizei gelangt, wird er von einer tatsächlich die ganze Zeit über aktiven Überwachungsdrohne aus so geblendet, dass Falke den Schusswechsel nicht nur überlebt, sondern Jertz erschießt. Damit ist jedoch der einzige Zeuge beseitigt, der Falke und seine Kollegen zu dem Waffenhändlerring führen könnte.
Wo die eigentlichen Hintermänner sind, die die ganze Zeit über mit der Drohne unbemerkt alles überwacht haben, bleibt offen.

## Hintergrund
Die Dreharbeiten erfolgten von Oktober bis Dezember 2013 vor der Kulisse des JadeWeserPort in Wilhelmshaven, dem einzigen Tiefwasserhafen Deutschlands. Cinecentrum Hannover produzierte den Film im Auftrag des NDR. Die Szenen der explodierenden Fischerhütte wurden südlich des Stadtteils Bant im Banter Fischerdorf gedreht.
Nach der letzten Folge mit Falke und Lorenz entschied man, sie zur Bundespolizei zu versetzen, da man sie nicht neben Til Schweiger als Hamburger Ermittler belassen wollte. (Daher hatte man Falke in einer Episode auf Langeoog „zwischengeparkt“.) Die Variante mit der Bundespolizei eröffnet den Figuren völlig neue Möglichkeiten, sodass sie als Mitglied einer Mobilen Fahndungseinheit (MFE) arbeiten und sich mit überregional agierenden Kriminellen auseinandersetzen können. Erstmals wird nun auch mit modernsten Observations- und Verfolgungsinstrumenten gearbeitet.

## Rezeption

### Einschaltquote
Die Erstausstrahlung von Kaltstart am 27. April 2014 erreichte in Deutschland 9,57 Millionen Zuschauer und einen Marktanteil von 26,6 Prozent für Das Erste.

### Kritik
Bei Spiegel Online urteilt Christian Buß: „Der Plot ist zwar über Strecken schwer überschaubar, die Täter, die das Geschehen im Hintergrund an Großbildleinwänden verfolgen, bleiben diffus, hinzu kommen einige kriminalistische Absurditäten. Dafür gibt es eine aufwühlende, souveräne Bildsprache.“
Holger Gertz (Sueddeutsche.de) wertet anerkennend: „Dieser Tatort ist ein Fest für Menschen, die es mögen, wenn Spannung und Schönheit sich in sprechenden Bildern vereinigen. […] Die Musik in diesem ‚Tatort‘ fühlt sich an wie Regentropfen, die Fensterscheiben entlangwandern. Momentaufnahmen voller Atmosphäre, kein Wort am falschen Platz. [Einziger Kritikpunkt:] Leider verliert sich die Story komplett hinter den schönen Bildern, sie meistert nicht ihre eigene Last.“
Focus Online urteilt: „Zum ersten Mal in 44 Jahren ‚Tatort‘-Geschichte wechselt ein Team vom Landeskriminalamt zu einer mobilen Fahndungseinheit der Bundespolizei. Dieser Schachzug ermöglicht es, mit ‚Kaltstart‘ eine Geschichte zu erzählen, die zwar mit dem Tod von zwei Polizisten und einem Menschenhändler im Jade-Weser-Port beginnt, sich aber zu einem extrem spannenden Thriller über organisierte Kriminalität entwickelt.“
Bei Tittelbach.tv schreibt Klaudia Wick: „Der Film verknüpft zwei viel diskutierte Themen der Globalisierung: den weltweiten Warenverkehr, der in Europa Wenige reich und viele arbeitslos macht, und die lebensgefährliche Ausbeutung von Armutsflüchtlingen. Sehr gelungen!!“ (Anm.: Die Autorin vergibt fünf von sechs möglichen Punkten.).